# Känässjön
Känässjön är en sjö i Lindesbergs kommun i Västmanland och ingår i Norrströms huvudavrinningsområde. Sjön har en area på 0,235 kvadratkilometer och ligger 35,2 meter över havet. Sjön avvattnas av vattendraget Lillån.

## Delavrinningsområde
Känässjön ingår i det delavrinningsområde (660129-148081) som SMHI kallar för Inloppet i Sällingsjön. Medelhöjden är 55 meter över havet och ytan är 13,85 kvadratkilometer. Det finns ett avrinningsområde uppströms, och räknas det in blir den ackumulerade arean 69,93 kvadratkilometer. Lillån som avvattnar avrinningsområdet har biflödesordning 4, vilket innebär att vattnet flödar genom totalt 4 vattendrag innan det når havet efter 184 kilometer. Avrinningsområdet består mestadels av skog (60 procent), öppen mark (12 procent) och jordbruk (21 procent). Avrinningsområdet har 0,36 kvadratkilometer vattenytor vilket ger det en sjöprocent på 2,6 procent. Bebyggelsen i området täcker en yta av 0,36 kvadratkilometer eller 3 procent av avrinningsområdet.